# Torrico
Torrico es un municipio y localidad española de la provincia de Toledo, en la comunidad autónoma de Castilla-La Mancha. El término municipal, ubicado en la comarca de Talavera de la Reina y en la subcomarca de La Campana de Oropesa, tiene una población de 702 habitantes (INE 2024).

## Geografía

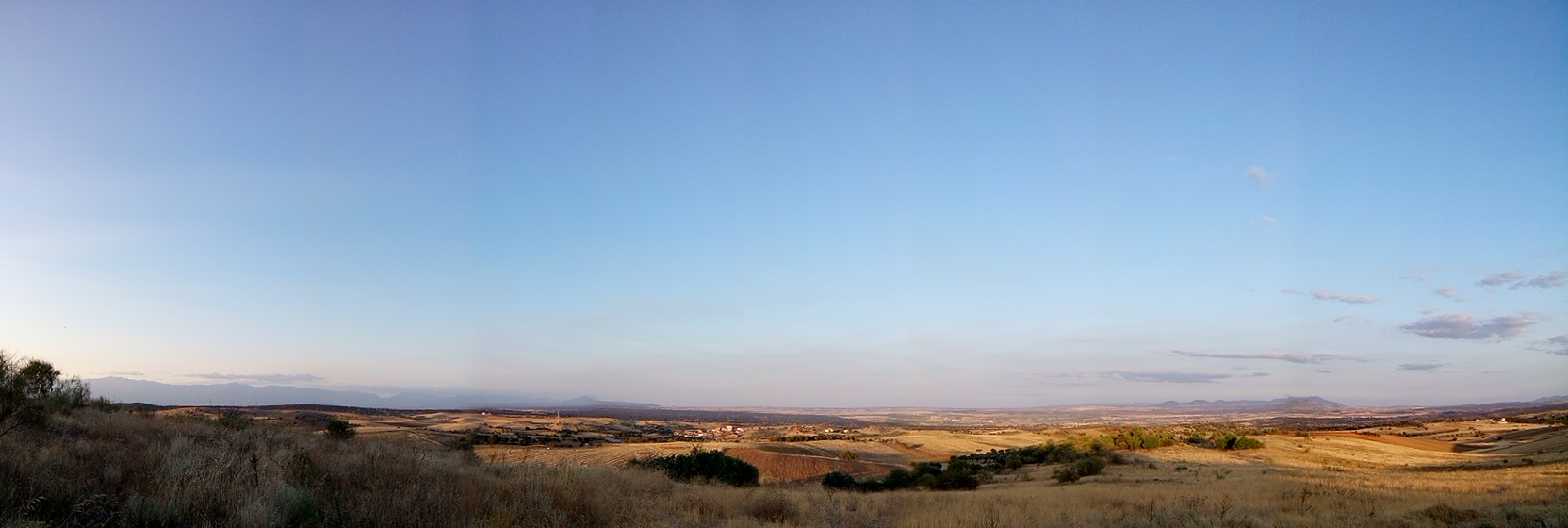
Entorno de Torrico

Situado en el valle del Tajo, cuenta con monte bajo, encinas y alcornoques principalmente. Su clima es continental con inviernos muy fríos y veranos calurosos. En el municipio se encuentra el lago de Tarrarra.

## Historia

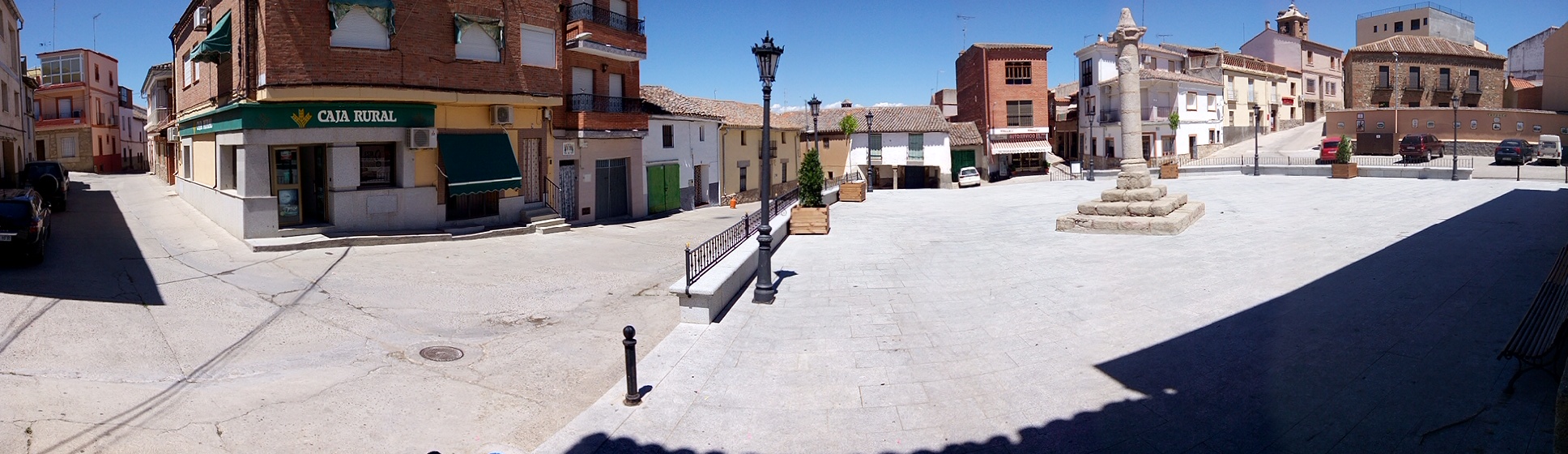
Panorámica de la Plaza de España

Antes de la existencia de Torrico, el territorio estuvo poblado por celtas o íbero-celtizados, como lo demuestra la localización de un bulto de verraco, perteneciente a la llamada "cultura de los verracos". Es factible que la repoblación cristiana comenzase en la región en la segunda mitad del siglo XIII. En el siglo XV, Torrico pasó a depender, en señorío, a doña María de Toledo Quiñones. En 1447, vende el señorío a Fernán Álvarez de Toledo, señor de Oropesa, incorporándose Torrico a ese condado, formando parte de su mayorazgo en 1457.
Hacia mediados del siglo XIX, el lugar tenía contabilizada una población de 590 habitantes. La localidad aparece descrita en el decimoquinto volumen del Diccionario geográfico-estadístico-histórico de España y sus posesiones de Ultramar de Pascual Madoz de la siguiente manera:

TORRICO (el): v. con ayunt. en la prov. de Toledo (18 leg.), part. jud. del Puente del Arzobispo (1), dióc. de Avila (20), aud. terr. de Madrid (25), c. g. de Castilla la Nueva: sit. al ONO. de la cab. del part.; goza de clima sano, bien ventilado, y no se conocen enfermedades endémicas. Tiene 160 casas, en lo general de piedra pizarrosa, de tosca construccion y poco precio, en calles irregulares y de mal piso; escuela dotada con 700 rs. de los fondos públicos, á la que asisten 52 niños de ambos sexos; igl. parr. (San Gil Abad) con curato de primer ascenso y provision ordinaria; una ermita con la advocacion de Sta. Ana, y en las inmediaciones los heredamientos que sirven de errenes ó forrages, y en ellos olivos y algunos otros árboles: hubo antiguamente un cast., cuyas puertas de hierro parece son las que tienen los de Oropesa. Se surte de aguas potables en varios pozos y 2 pilones, cuyos sobrantes corren al arroyo que circunda la v. por N. y E. Confina el térm. por N. con los de Lagartera, Herreruela y Caleruela: E. Oropesa; S. Alcolea de tajo, y O. Valdeverdeja y Puebla de Naciados (Cáceres): estendiéndose 5/4 leg. de N. á S., lo mismo próximamente de E. a O., formando ángulos irregulares, y comprende 3 pagos pequeños de viñas, varias suertes llamadas alijariegas, que pertenecieron á la casa de Alba; una deh. boyal de 400 fan., poblada de encinas en lo general, y la deh. de Valdepalacios, también de monte de encina. Le bañan el r. Tajo, que deslinda su térm. al S., en cuya ribera hay una parada de molinos, denominados Aceñas del Conde, que pertenecen al de Oropesa, y 2 arroyos en los que se hallan 3 molinetas que solo se utilizan en las grandes lluvias. El terreno es inferior, escabroso y de pedregales. Los caminos, vecinales. prod.: trigo, centeno y cebada; se mantiene ganado lanar, vacuno y de cerda, y se cria caza menuda. pobl.: 102 vec., 590 almas. cap. prod.: 2.499,133 rs. imp.: 63,548. contr.: segun el cálculo oficial de la prov., 74,48 por 100. presupuesto municipal 6,034 rs., que se cubre con 3,600 de los ingresos de propios y el resto por arbitrios.
(Madoz, 1849, p. 107)

## Demografía
Cuenta con una población de 702 habitantes (INE 2024).
| Gráfica de evolución demográfica de Torrico entre 1842 y 2021                                                         |
| |
| Población de derecho según los censos de población del INE. Población de hecho según los censos de población del INE. |

| 939                       | 914 | 899 | 894 | 881 | 883 | 867 | 854 | 851 | 831 |
| (Fuente: INE [Consultar]) |     |     |     |     |     |     |     |     |     |

NOTA: La cifra de 1996 está referida a 1 de mayo y el resto a 1 de enero.

## Economía
Actualmente depende económicamente de su capital comarcal Talavera de la Reina donde aprovisiona de productos agroalimentarios, especialmente de la cría y sacrificio de ganado porcino.

## Patrimonio

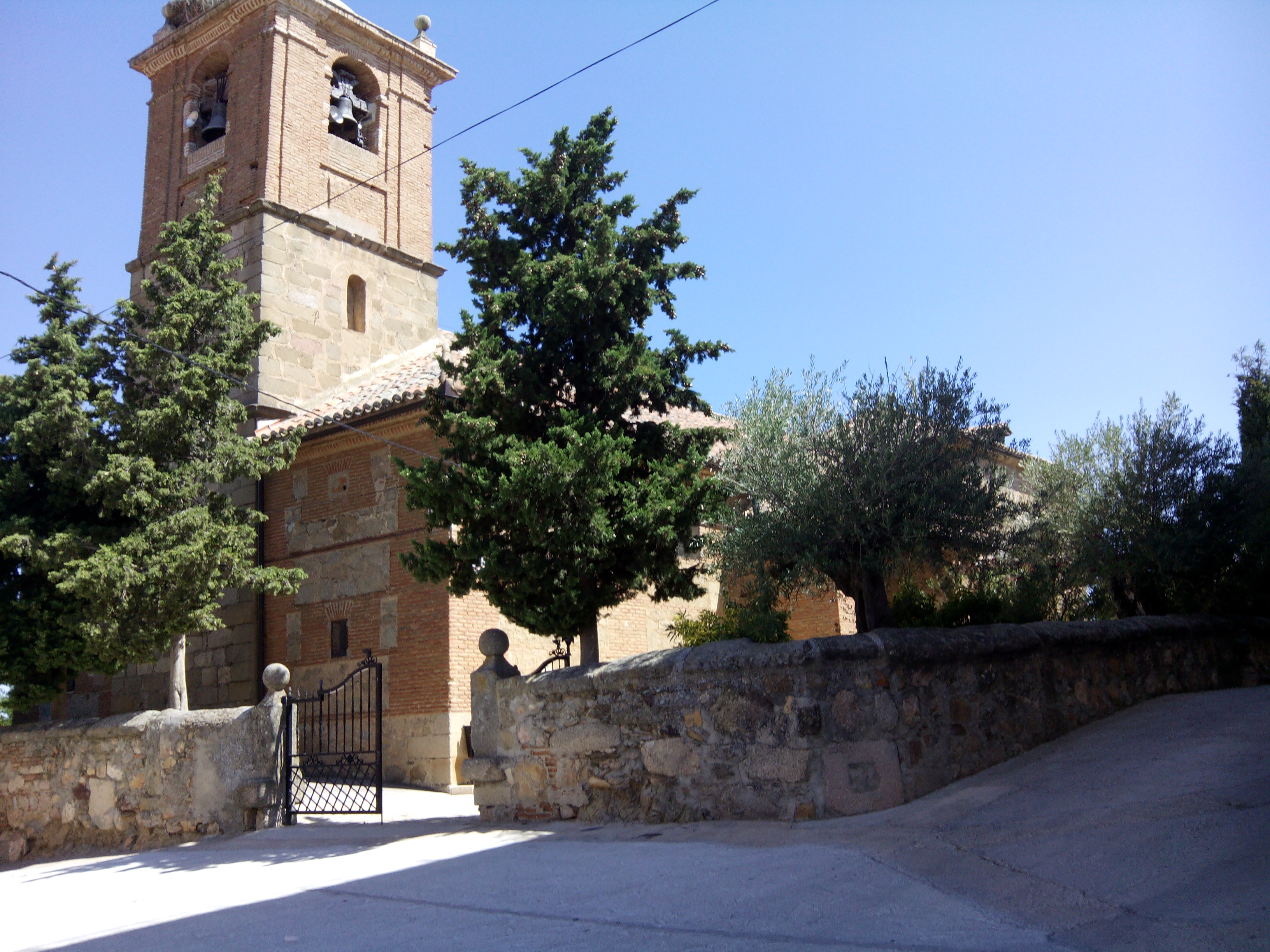
Iglesia de San Gil Abad

En la localidad hay una iglesia parroquial bajo la advocación de San Gil Abad. También se encuentran en el lugar una torre del reloj —Juan Otero García fue quien puso el primer reloj que hubo en la torre— y un rollo jurisdiccional asentado sobre cuatro peldaños de base cuadrada. La columna, con basamento decorado con molduras, fuste de sillares y remate cilíndrico. El coronamiento en tronco de cono sobre el que se han colocado unas farolas. Data del siglo XV.

## Estaciones Viacrucis

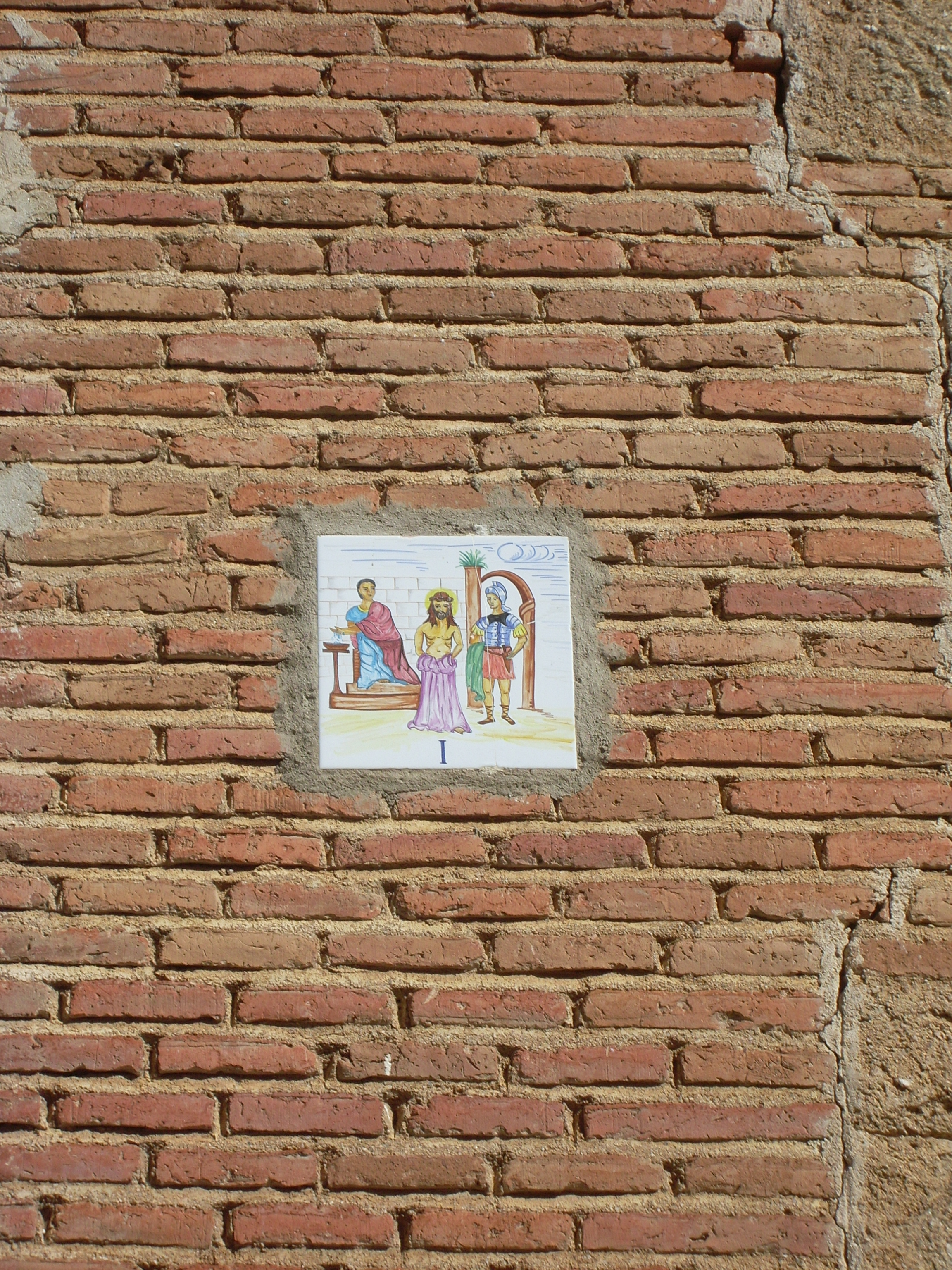
Primera estación del Viacrucis
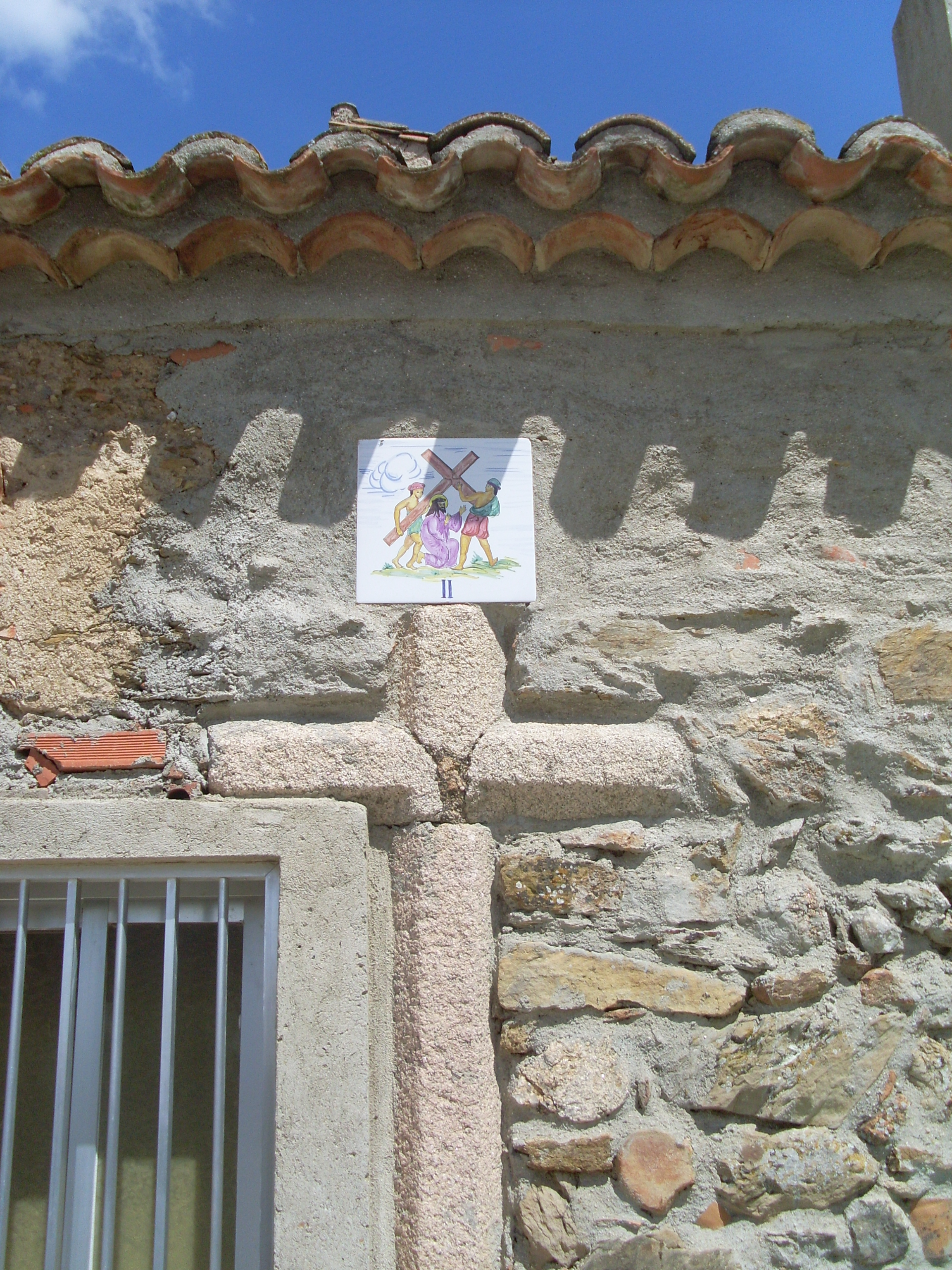
Segunda estación del Viacrucis
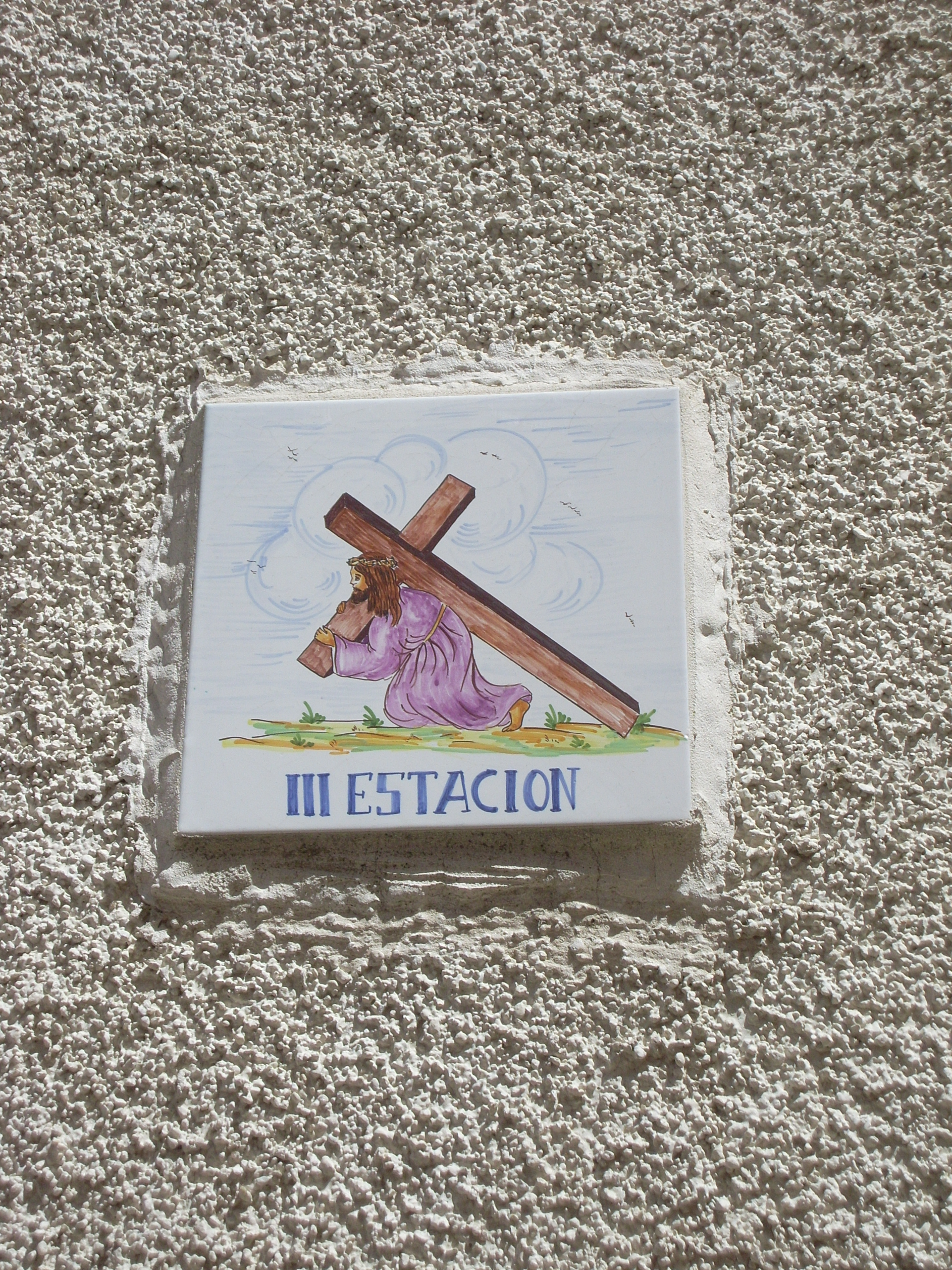
Tercera estación del Viacrucis
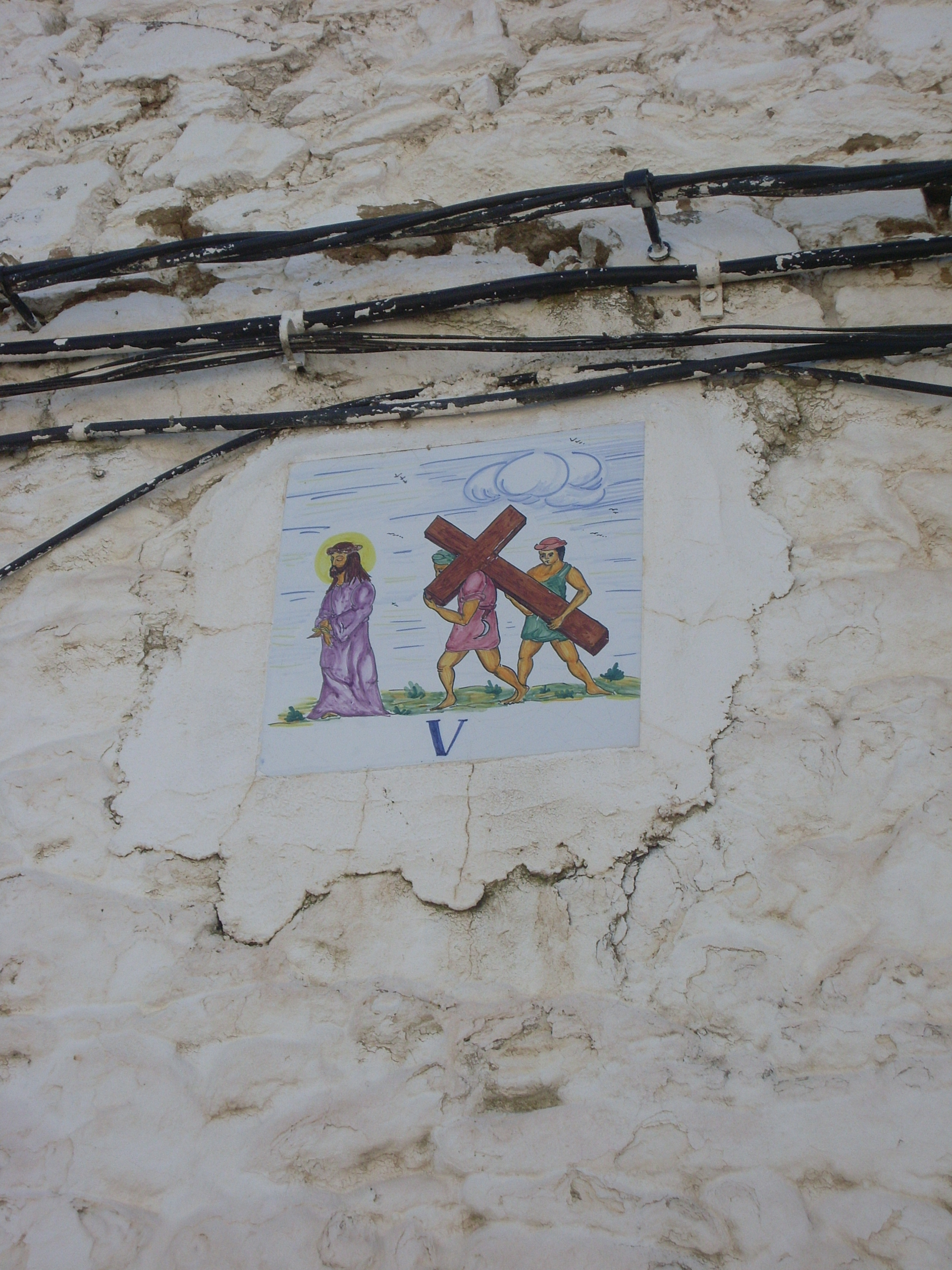
Quinta estación del Viacrucis
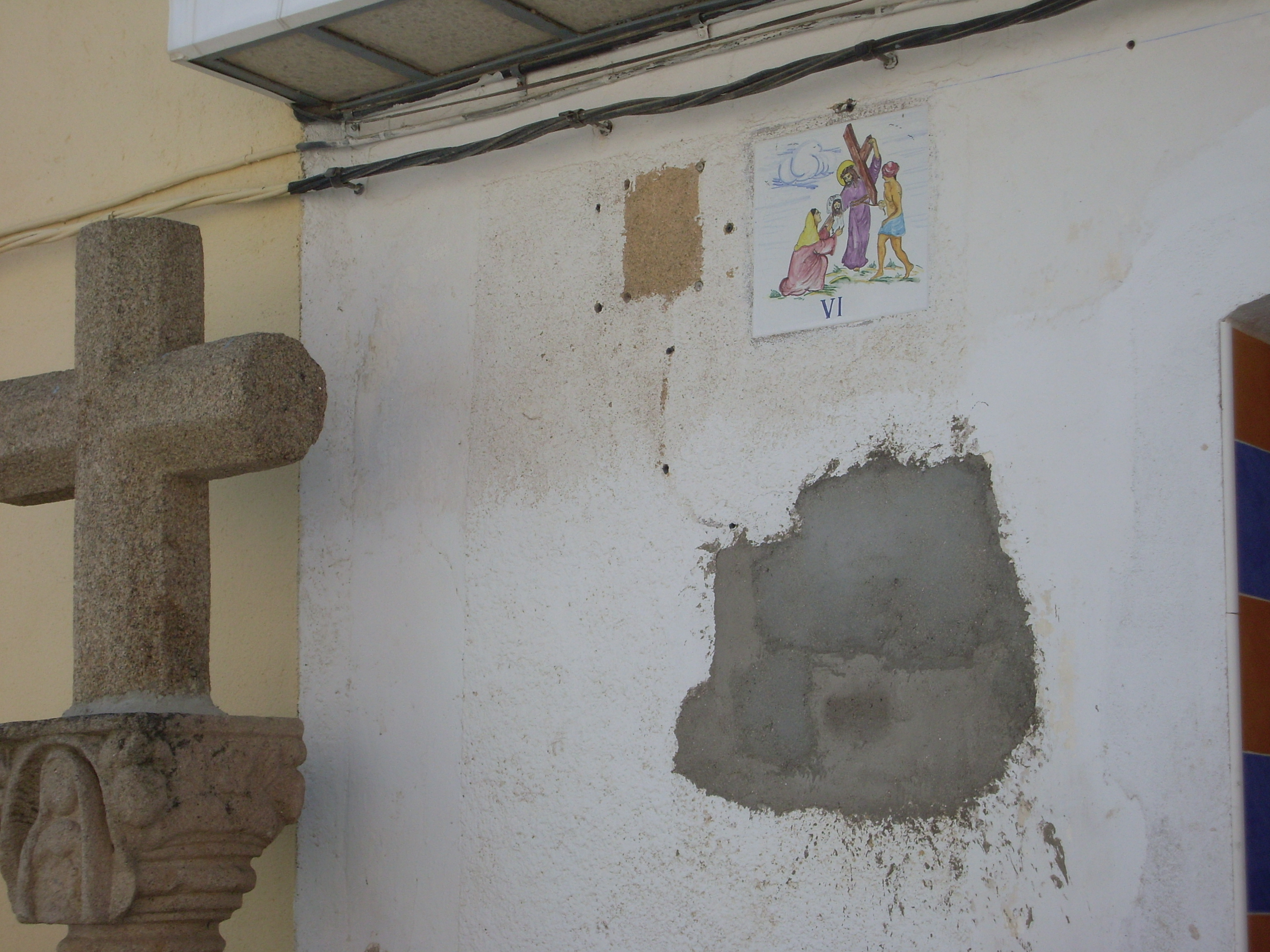
Sexta estación del Viacrucis
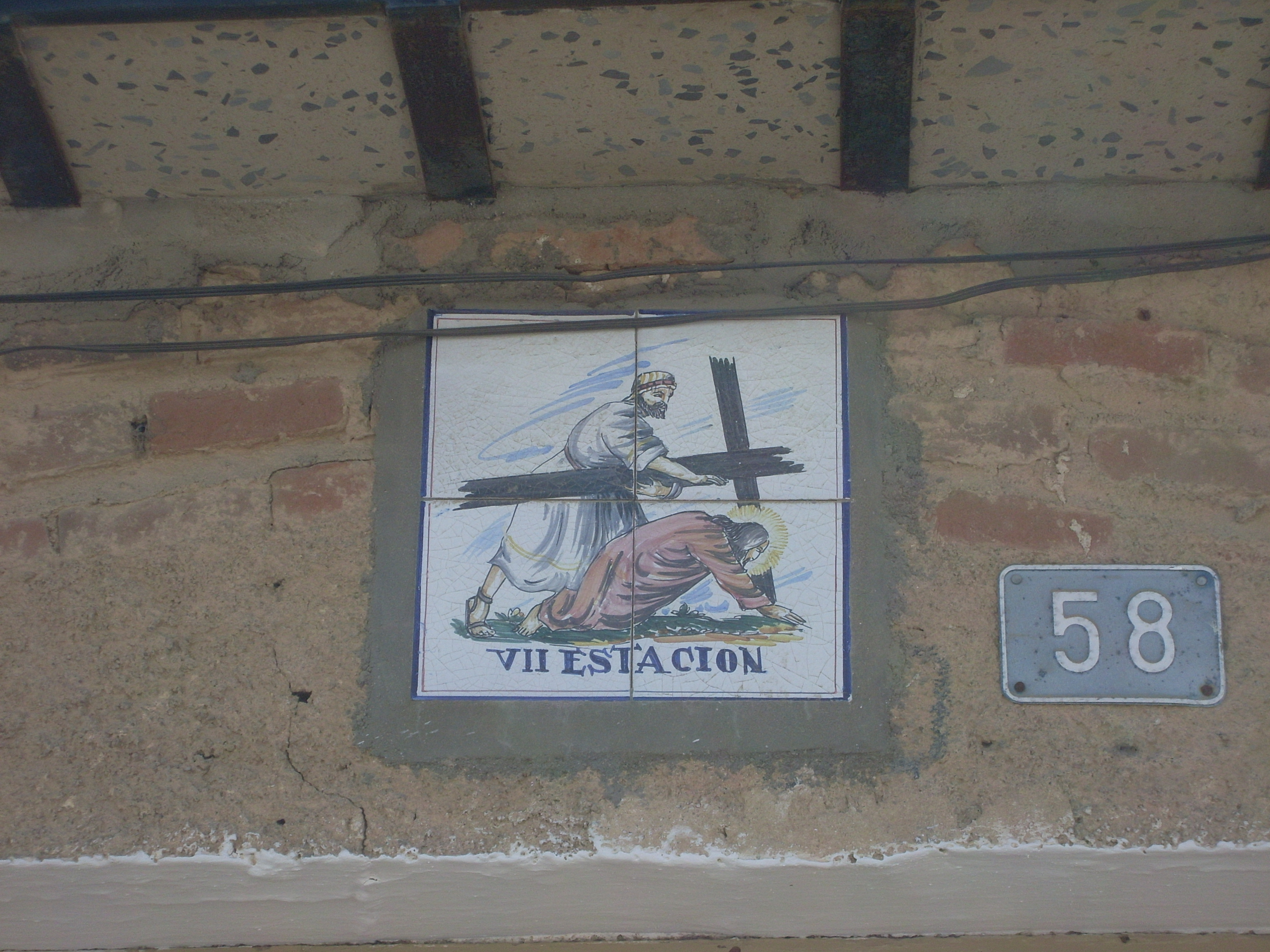
Séptima estación del Viacrucis

## Galería de imágenes

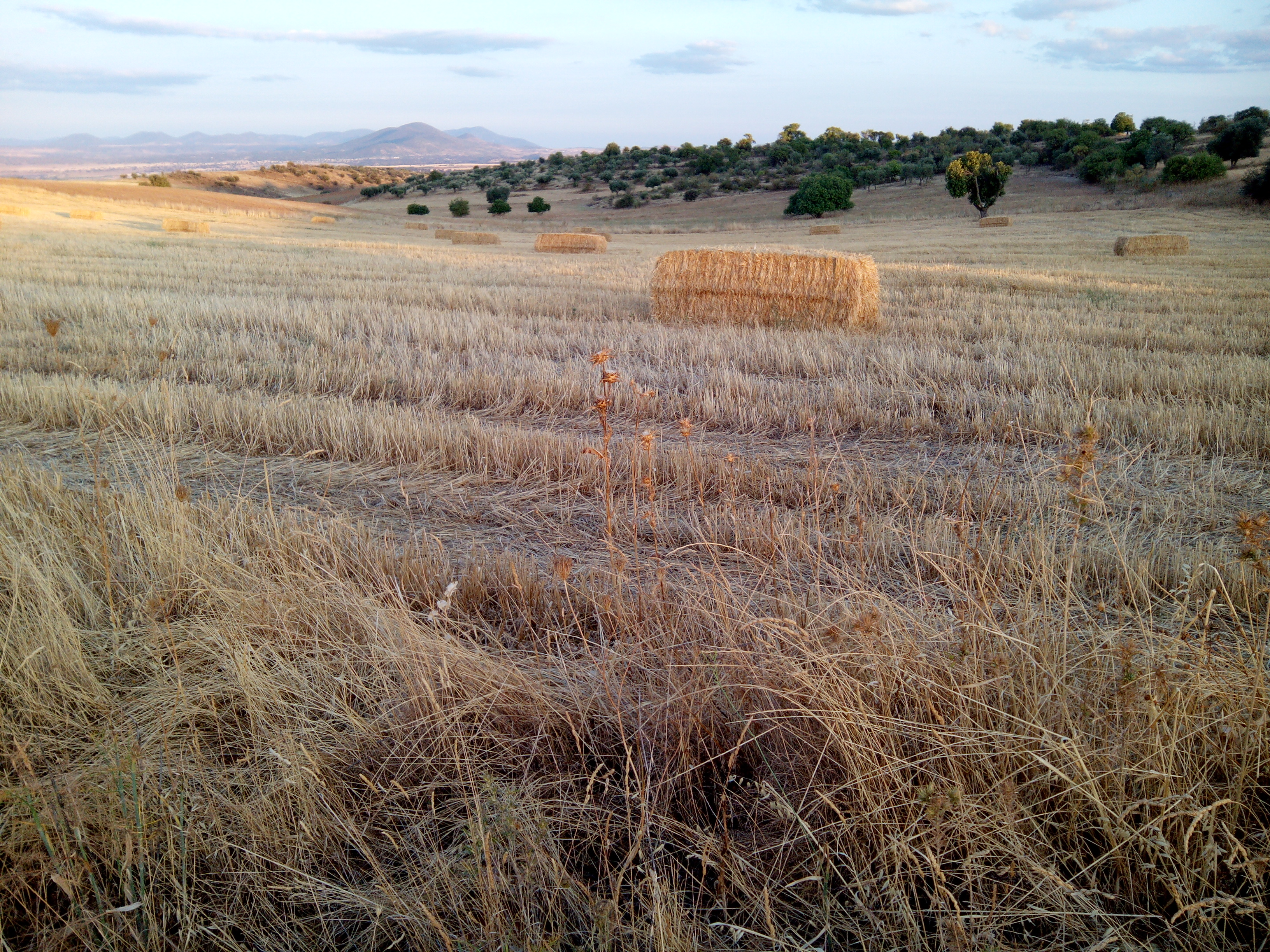
Ejemplo de agricultura de secano en las proximidades de Torrico.
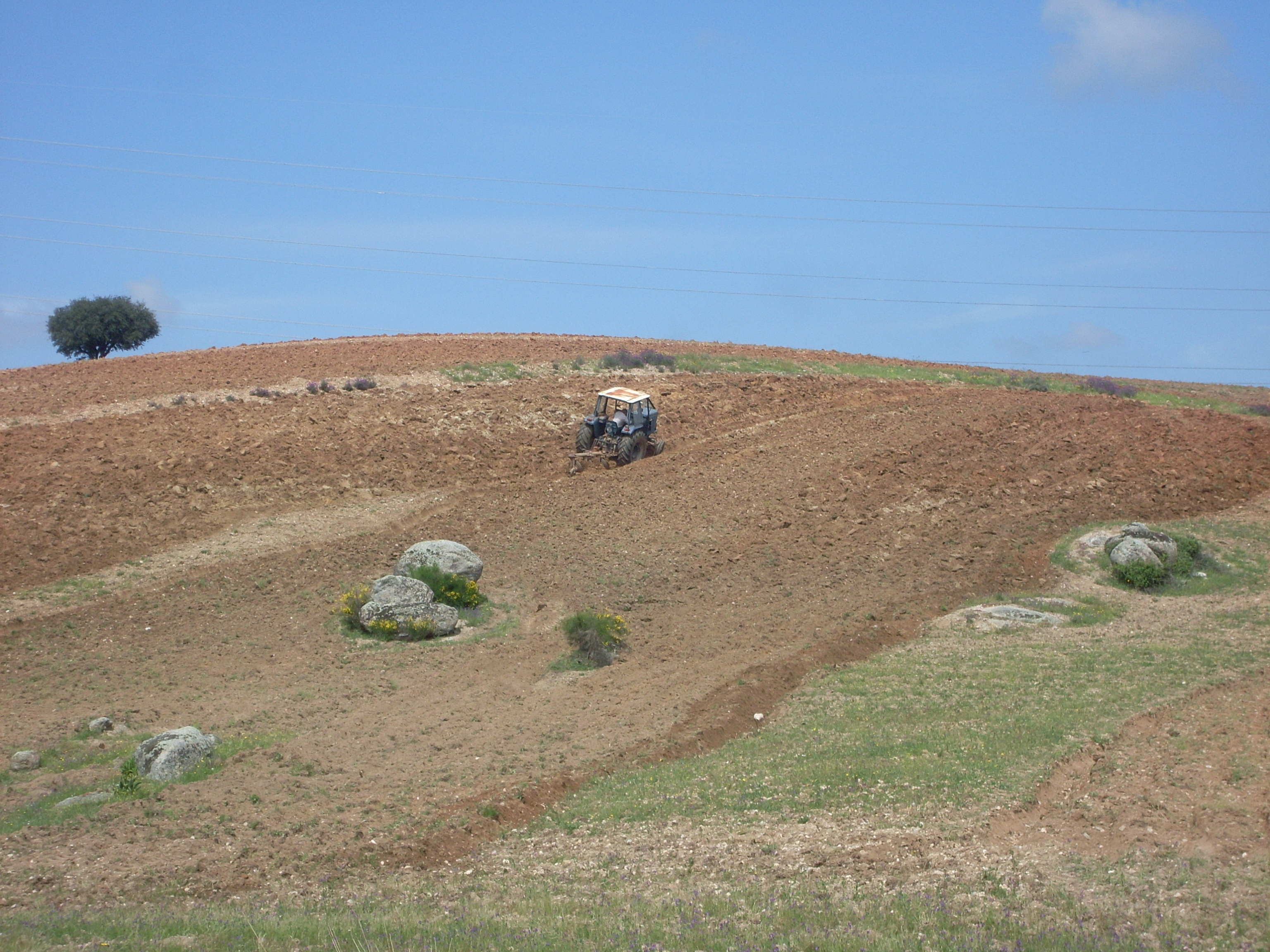
Ejemplo de agricultura de secano en las proximidades de Torrico.
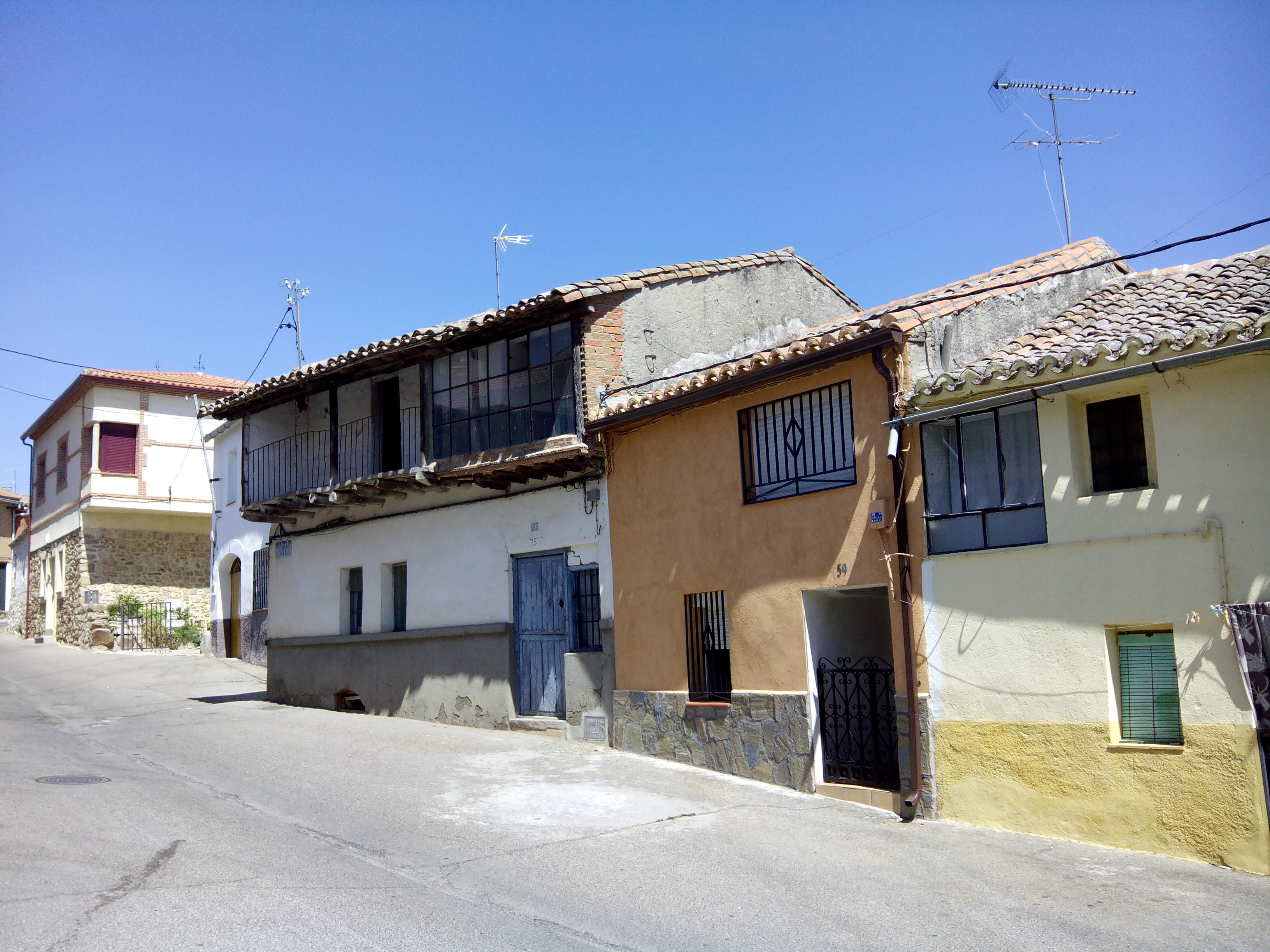
Ejemplo de arquitectura tradicional en Torrico (I).
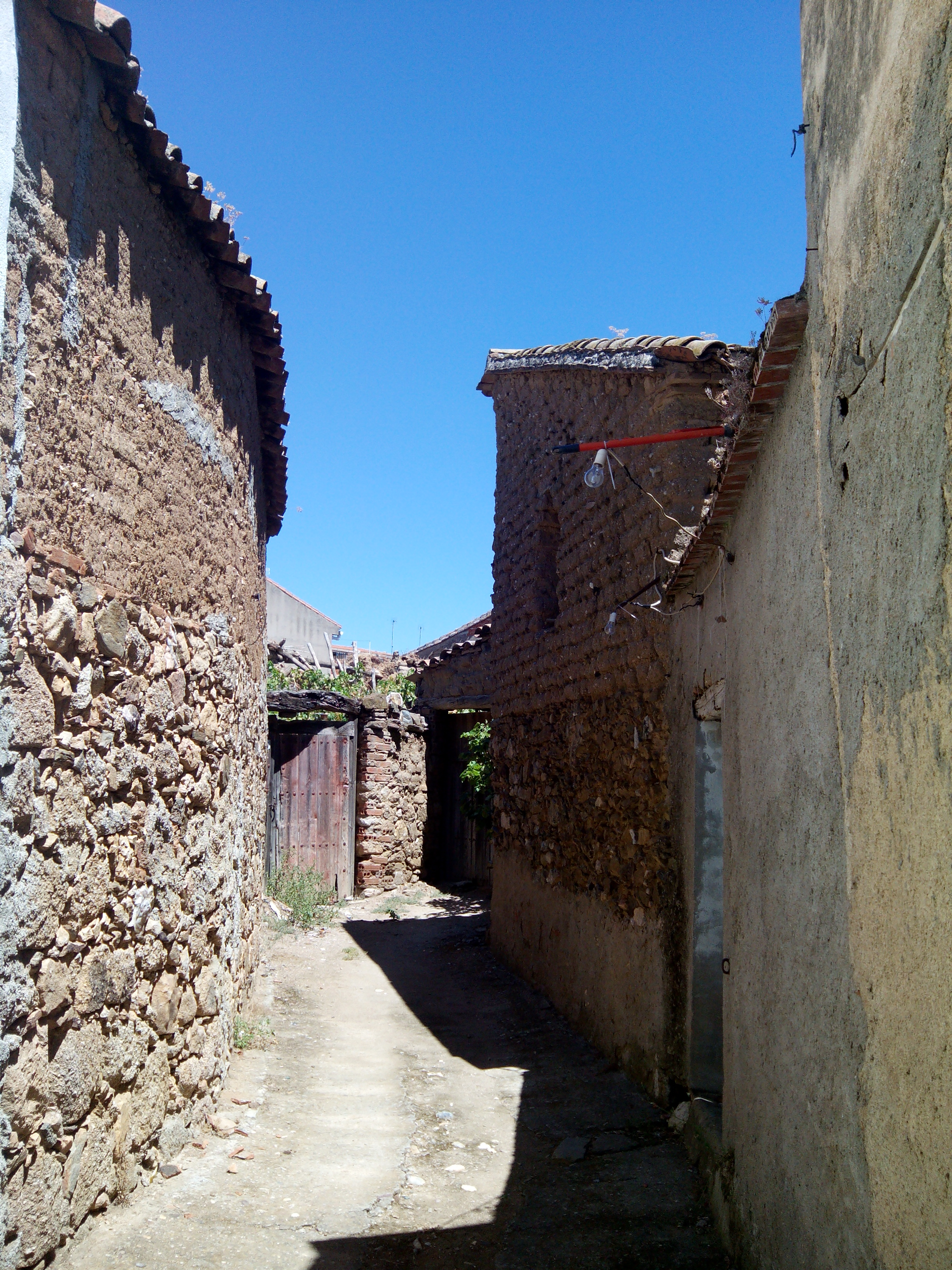
Ejemplo de arquitectura tradicional en Torrico (II). Nótese el uso del adobe como material de construcción.
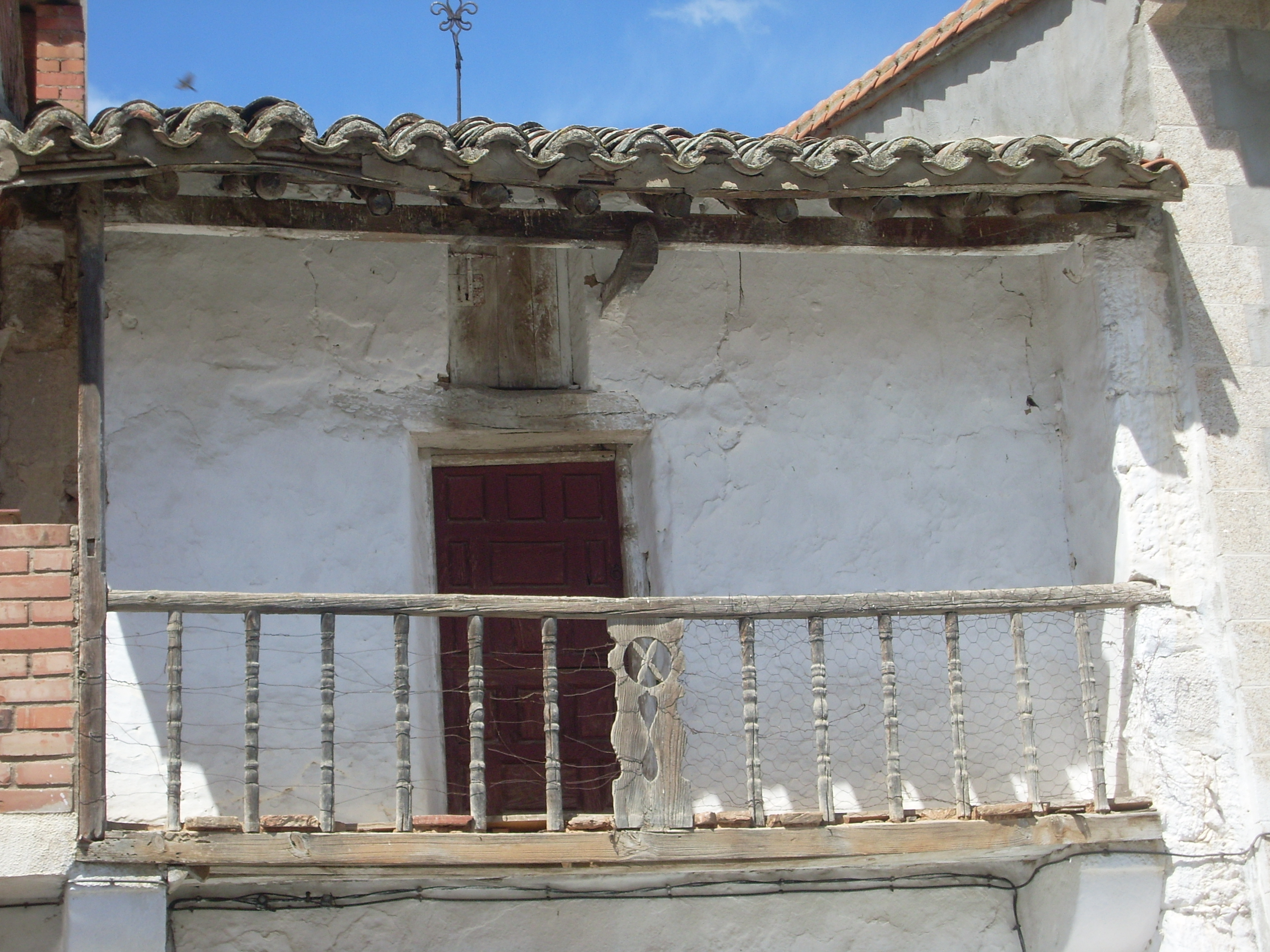
Ejemplo de arquitectura tradicional en Torrico (III). Los balcones estaban elaborados con madera.
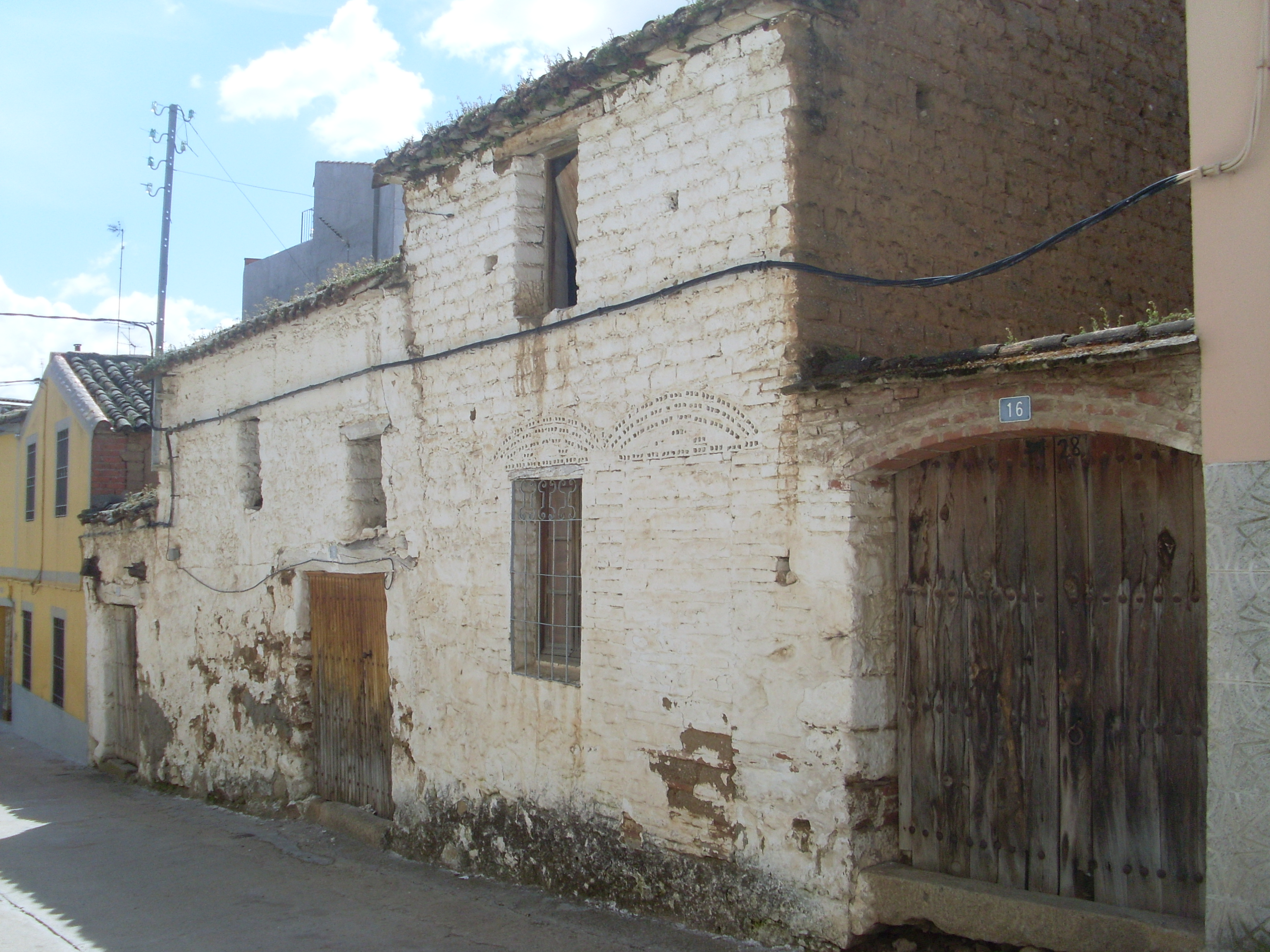
Ejemplo de arquitectura tradicional en Torrico (IV).
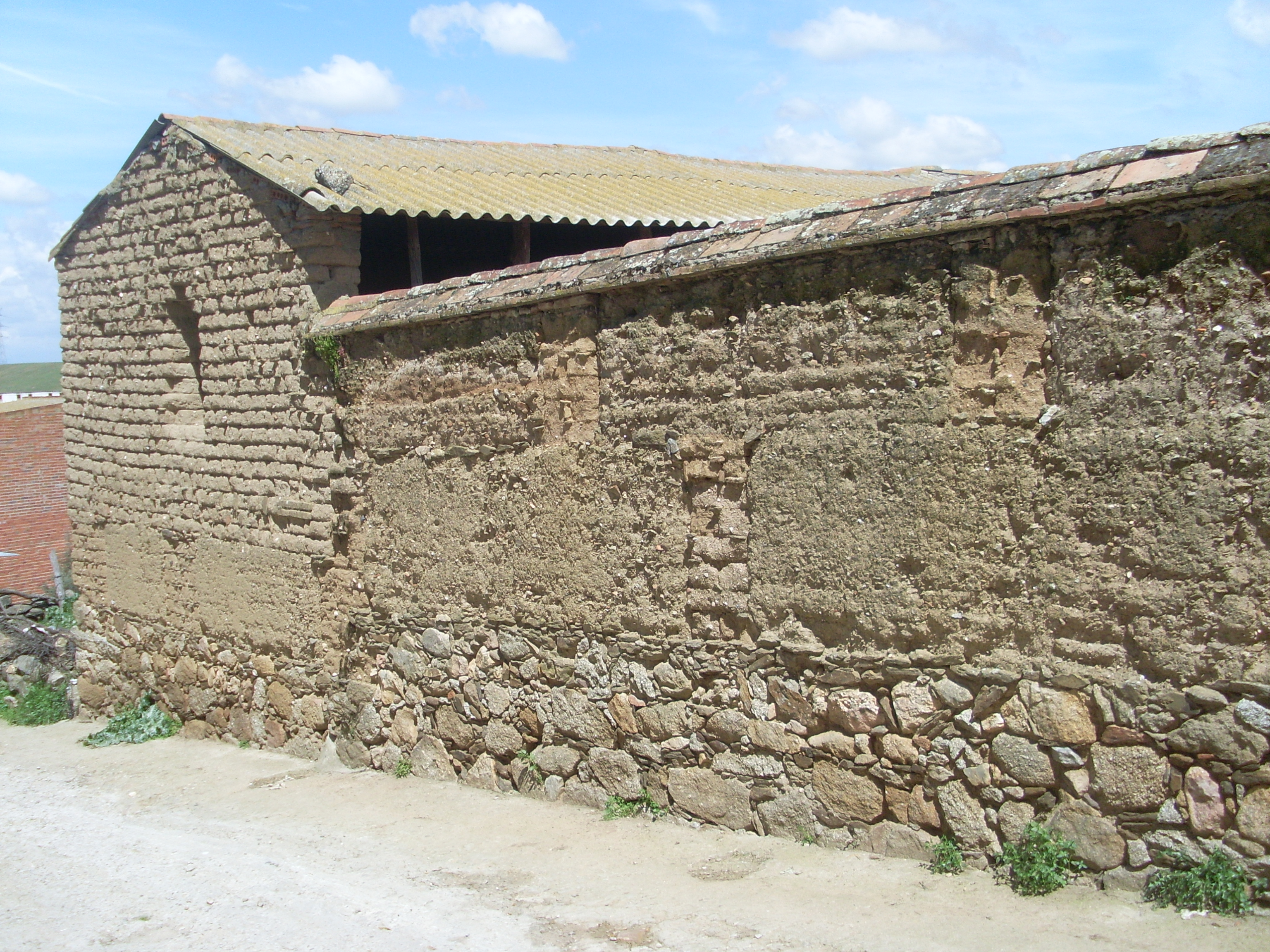
Ejemplo de arquitectura tradicional en Torrico (V).
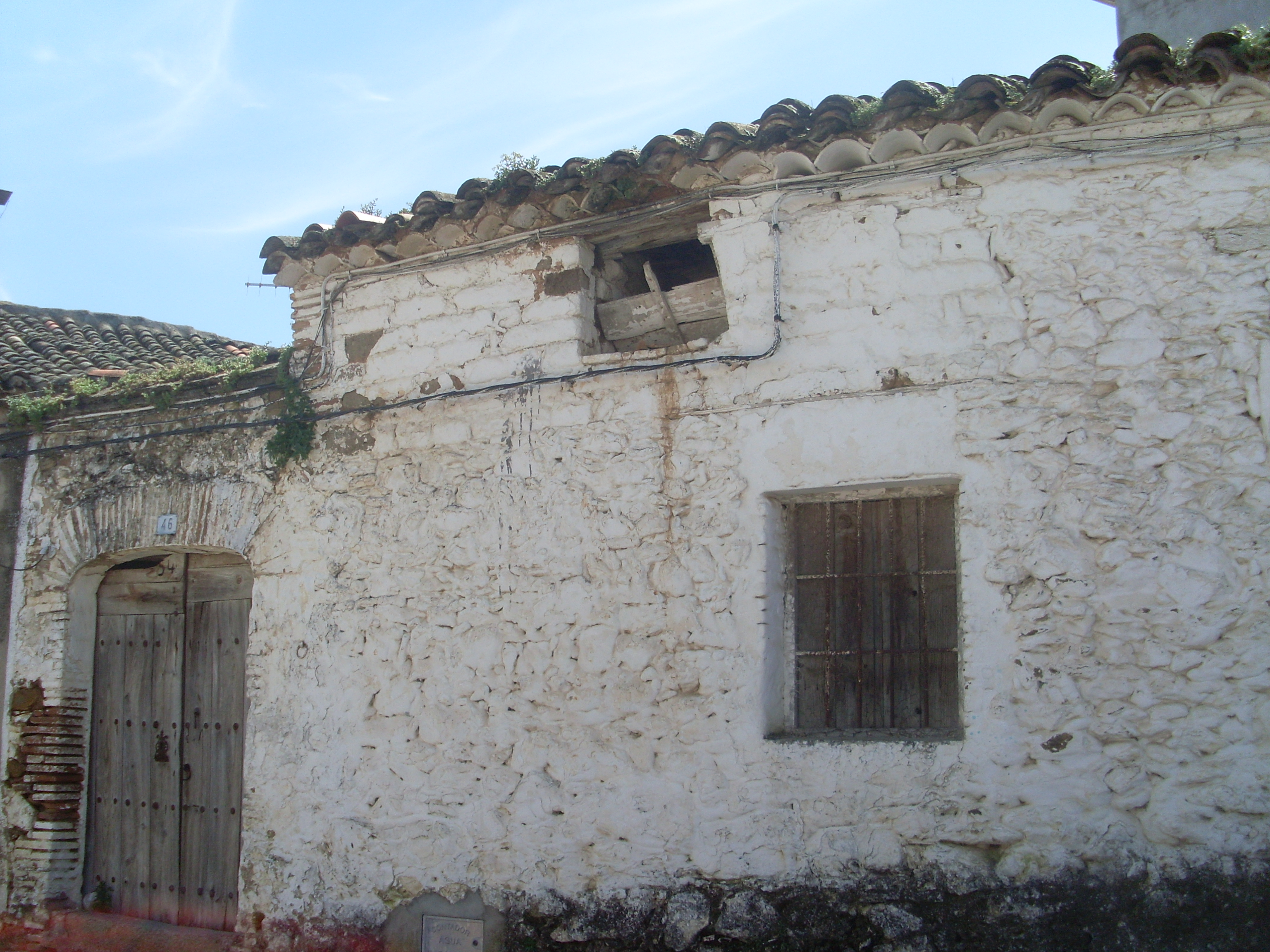
Ejemplo de arquitectura tradicional en Torrico (VI).
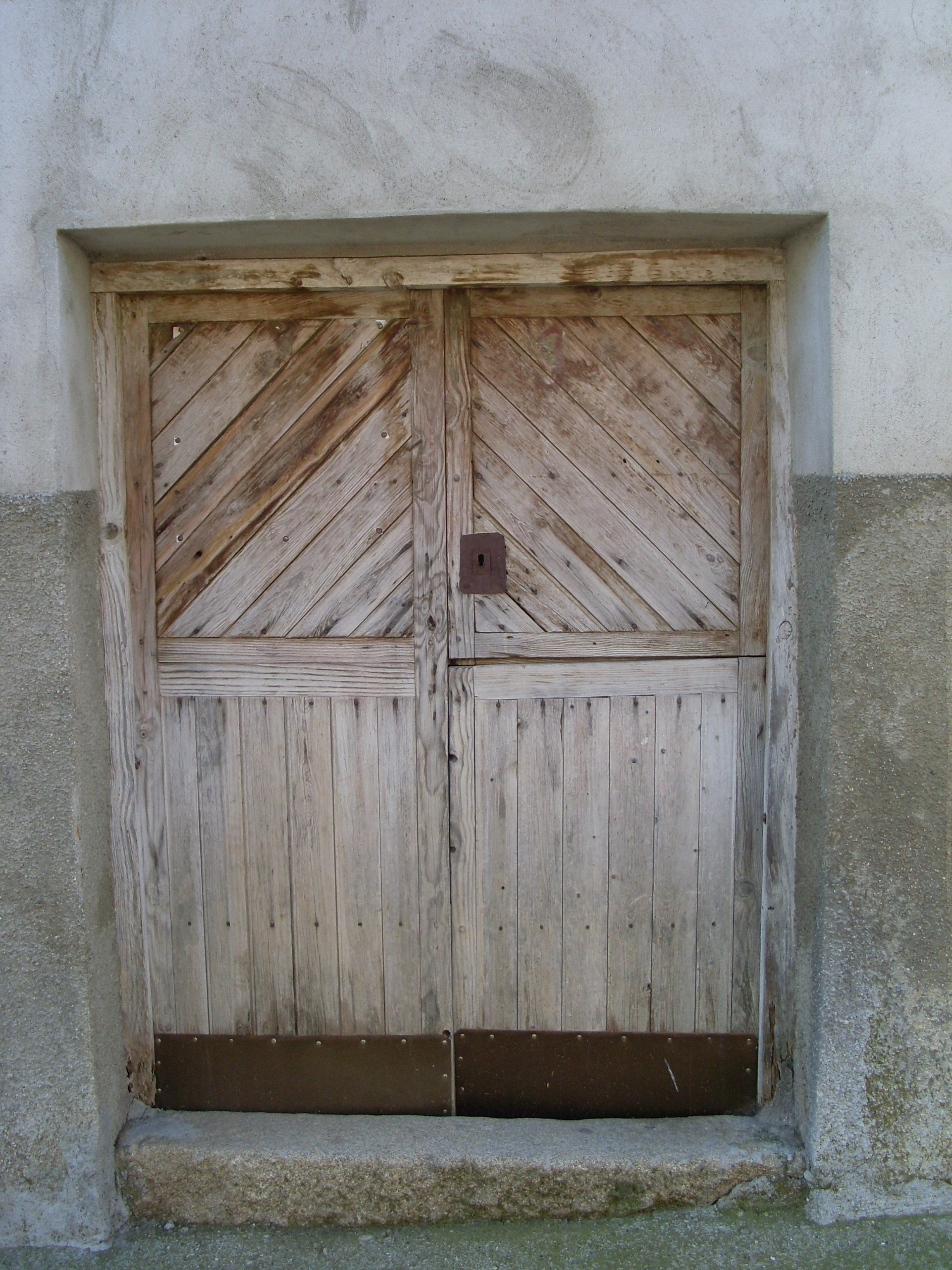
Ejemplo de arquitectura tradicional en Torrico (VII).
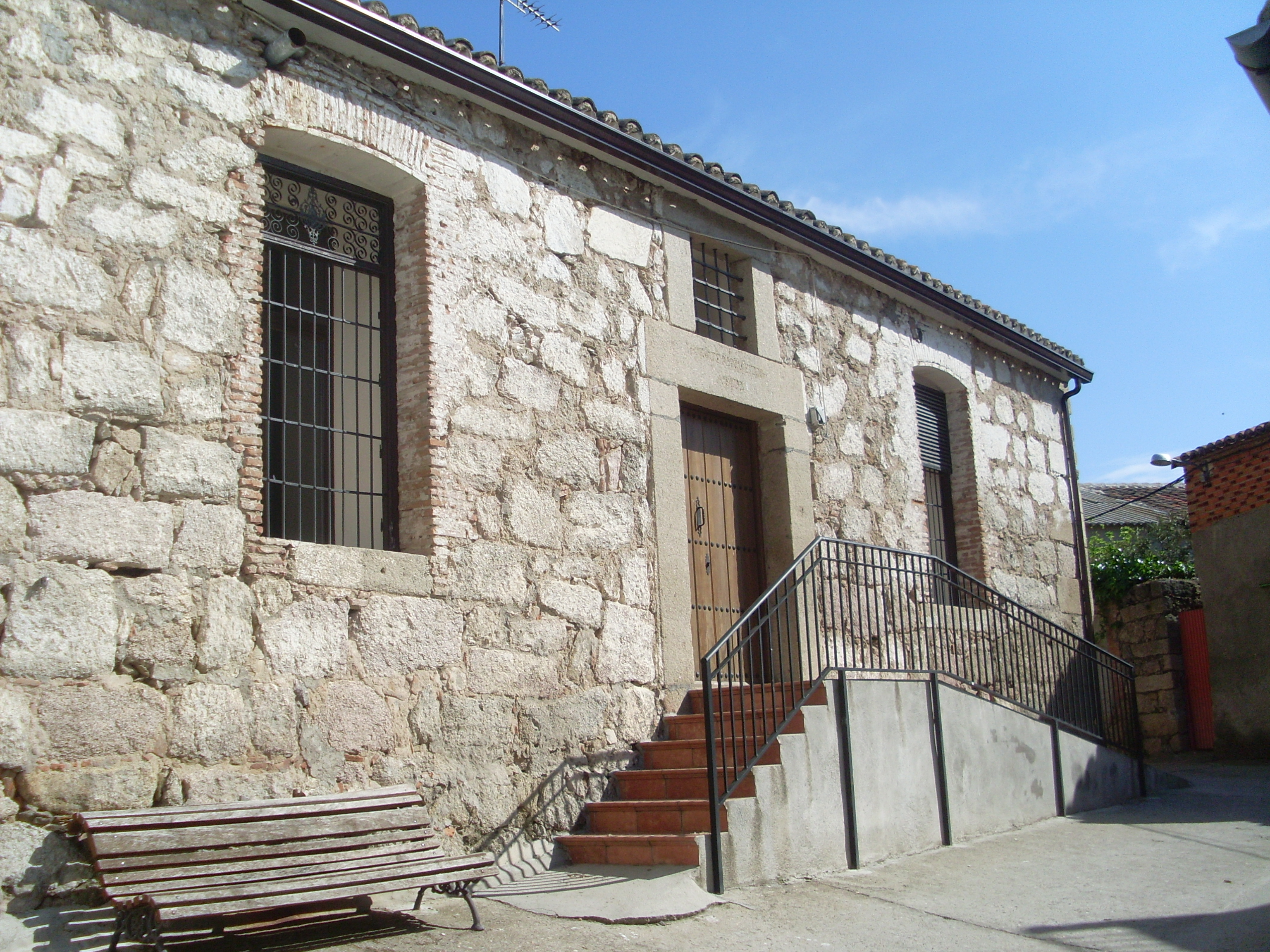
Ejemplo de arquitectura tradicional en Torrico (VIII).
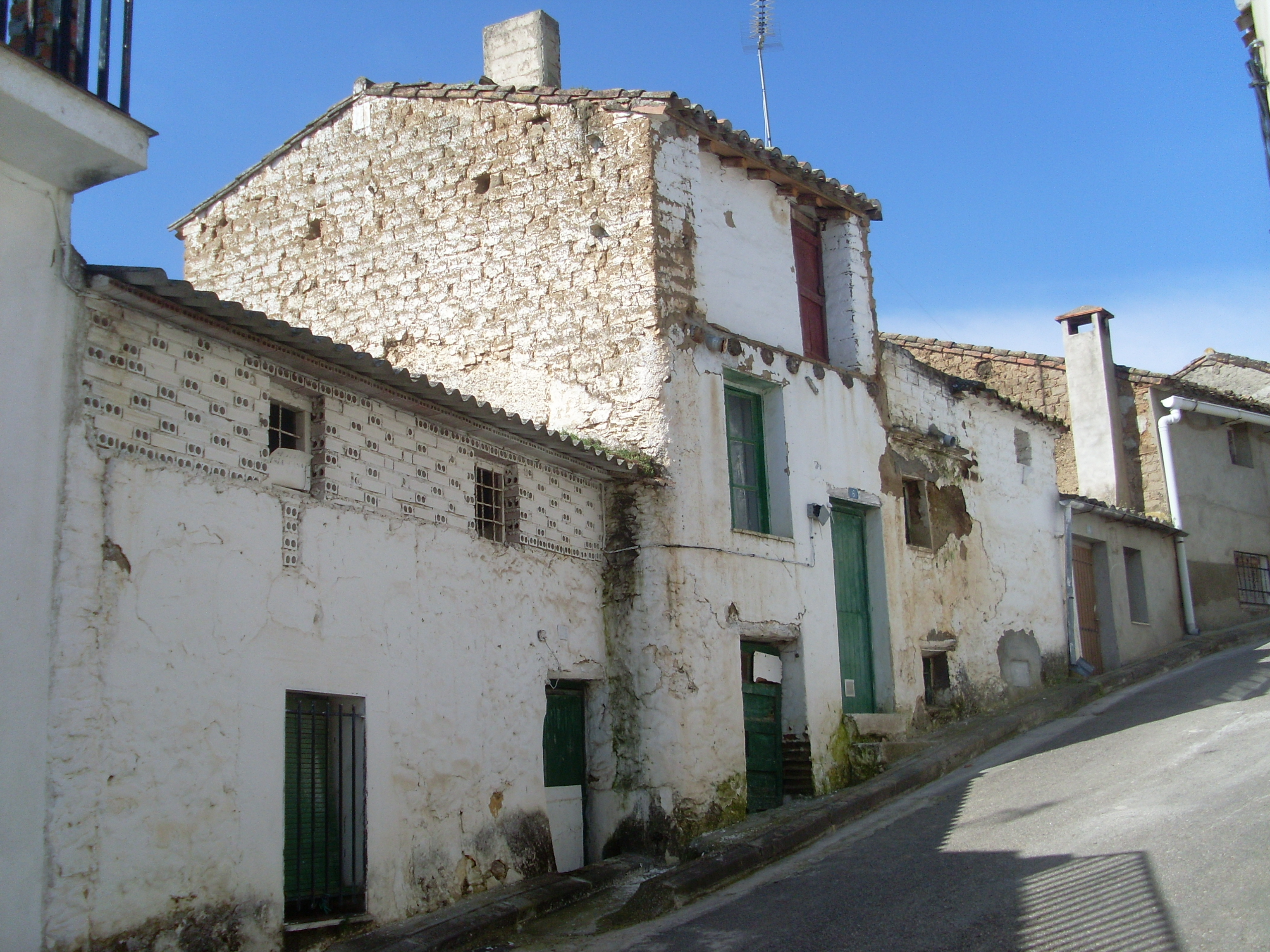
Ejemplo de arquitectura tradicional en Torrico (IX).
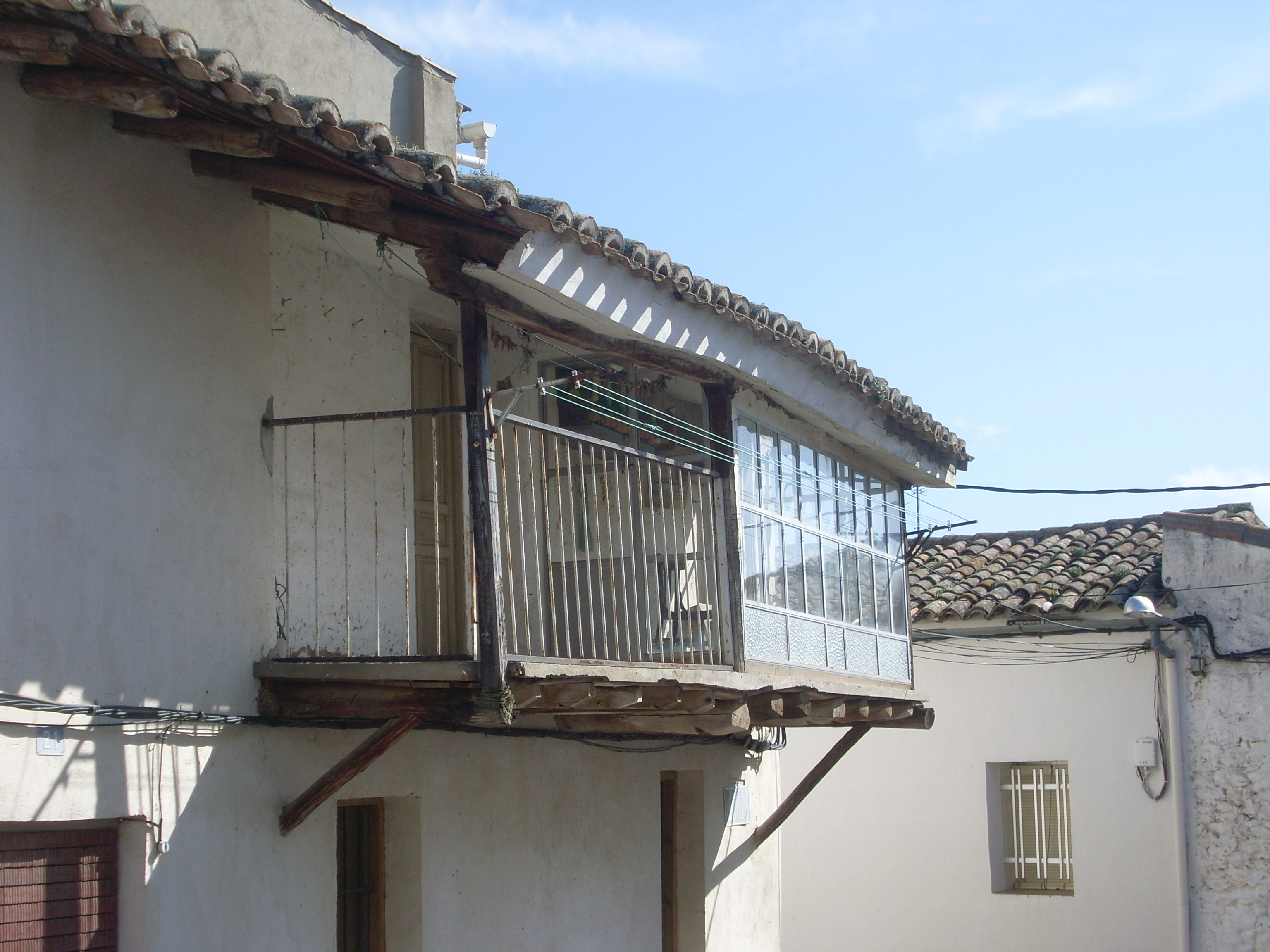
Ejemplo de arquitectura tradicional en Torrico (X).
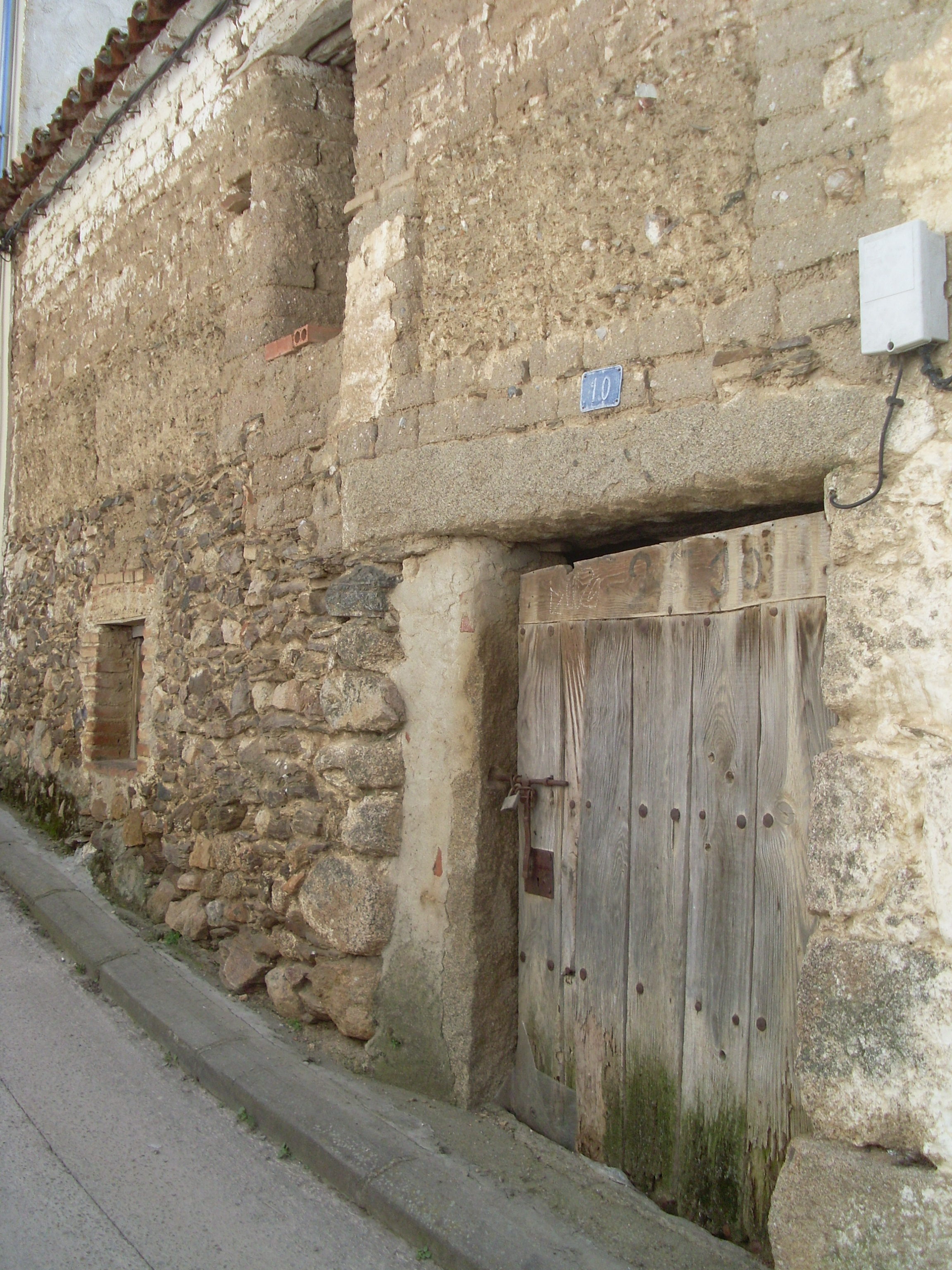
Ejemplo de arquitectura tradicional en Torrico (XI).
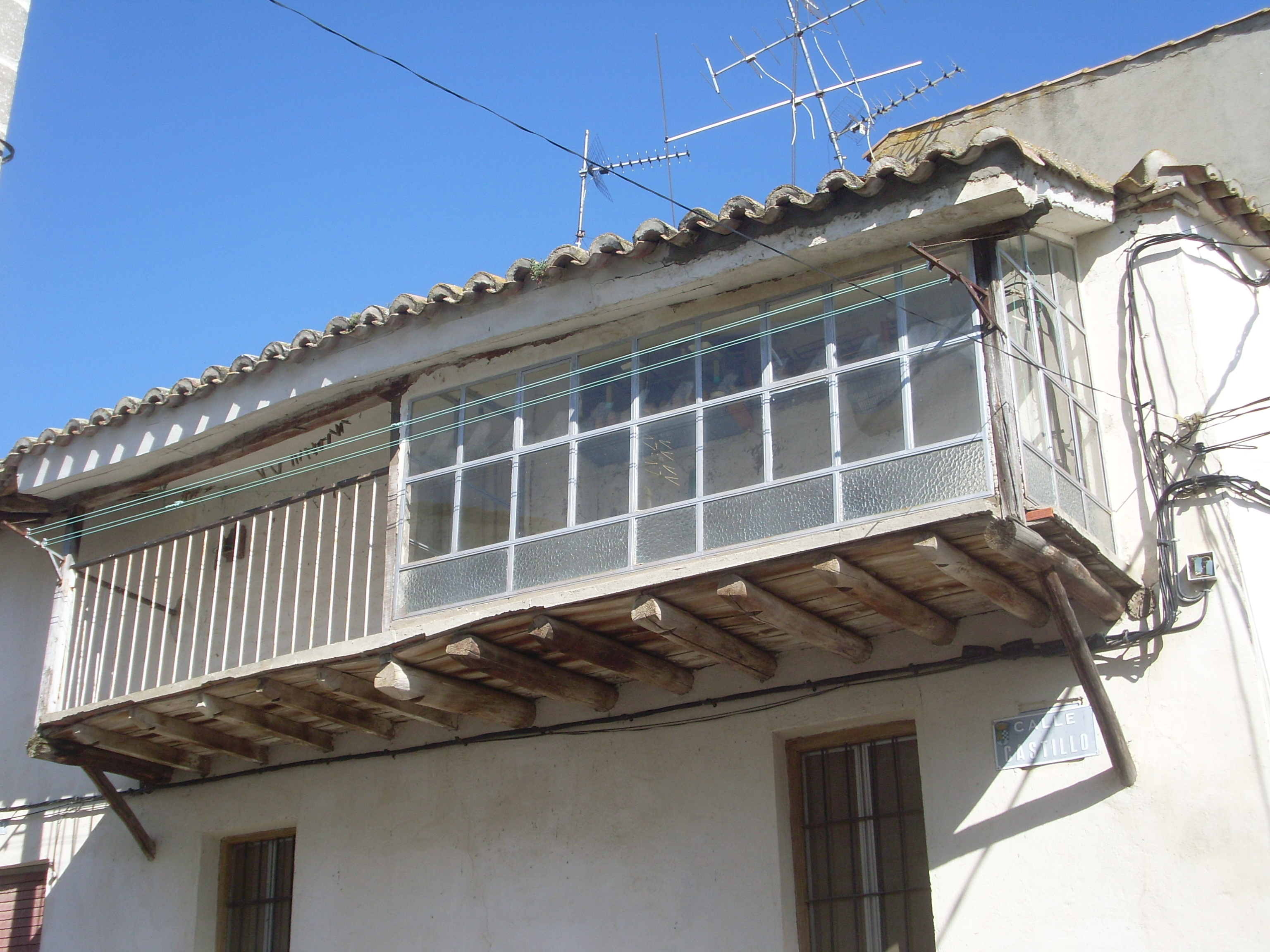
Ejemplo de arquitectura tradicional en Torrico (XII).
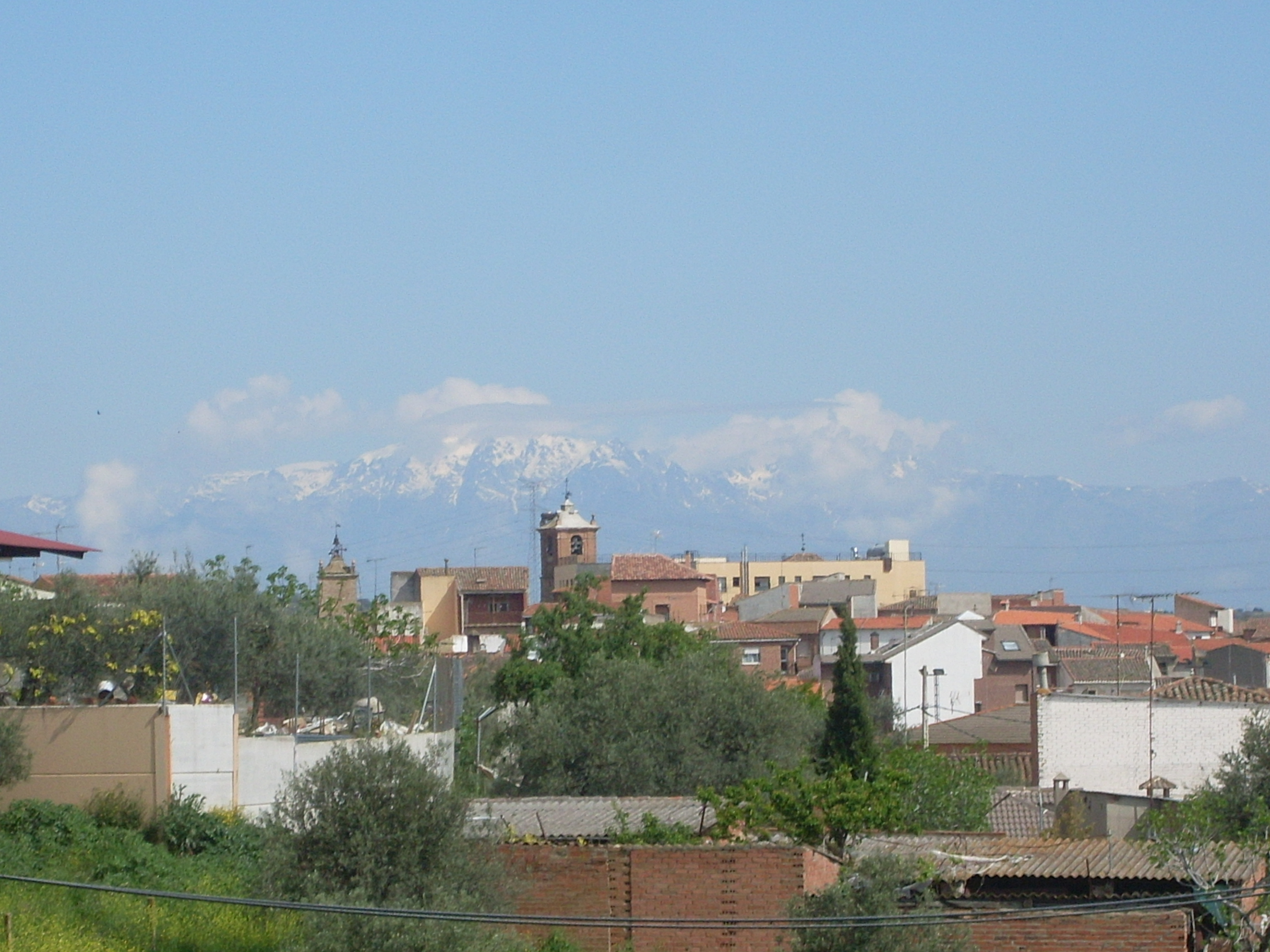
Torrico en primavera con la Sierra de Gredos al fondo.

## Fiestas
Son fiestas importantes:
- Carnavales.
- Santa Ana el 26 de julio.
- San Gil (patrón del municipio) el 1 de septiembre.